# Moplisa sphaeromiformis
Moplisa sphaeromiformis är en kräftdjursart som först beskrevs av Mañe-Garzón 1946.  Moplisa sphaeromiformis ingår i släktet Moplisa och familjen tånglöss. Inga underarter finns listade i Catalogue of Life.